# Alice Wong
Alice Wong (Indianapolis, Indiana, 1974) és una blogger i activista en favor de les persones amb diversitat funcional estatunidenca. Residint a San Francisco ha estat la promotora del Projecte de Visibilitat de la Discapacitat (en anglès: Disability Visibility Project). Va ser membre del Consell Nacional sobre diversitat funcional, una agència federal independent que assessora el president dels Estats Units, el congrés, i diverses agències federals sobre polítiques, programes i pràctiques de diversitat funcional, del 2013 al 2015.
El 23 de novembre del 2020 Alice Wong va figurar a la llista de les 100 dones més influents de l'any que publica la BBC anualment.

## Biografia
Alice Wong nasqué el 1974 a un suburbi de la ciutat d'Indianapolis, a l'estat d'Indiana, de pares provinents de l'aleshores colònia britànica de Hong Kong que havien immigratat als Estats Units. Quan va néixer se li va diagnosticar atrofia muscular espinal, una malaltia neuromuscular que dificulta els moviments. Wong ja no poqué caminar quan va arribar a l'edat dels 7 o 8 anys.
Wong feu els seus estudis la Indiana University–Purdue University Indianapolis, on va obtenir un BA en anglès i en sociologia el 1997. Més endavant rebé un diploma de màster per la Universitat de Califòrnia, a San Francisco en sociologia mèdica el 2004.
Wong participa com a membre del consell consultiu de l'APIDC (en anglès: Asians and Pacific Islanders with Disabilities of California, una entitat que representa la gent d'origen asiàtic i de les illes del Pacífic amb discapacitat. Va ser nomenada pel president el 2013 al Consell Nacional sobre Discapacitat (National Council on Disability), una agència federal independent que assessora el president, el Congrés, i altres agències federals sobre els àmbits lligats a la diversitat funcional i hi participà fins al 2015.
El 2015, Alice Wong va participar en la recepció de la Casa Blanca per a celebrar el 25è aniversari de la Llei sobre Estatunidencs amb Discapacitats (en anglès: Americans with Disabilities Act) promulgada el 1990 via un robot de telepresència. Esdevingué així la primera persona que va visitar la seu del govern estatunidenc i que va comunicar amb el President Obama mitjançant la presència d'un robot.

## Premis
Pel seu lideratge en nom de la comunitat de discapacitats, Wong va rebre el Premi Beacon del Consell de Discapacitat de l'alcalde el 2010, el primer premi del servei de discapacitat del canceller el 2010 i el premi Martin Luther King, Jr., 2007, a la seva alma mater d'UCSF. El 2016, Wong va rebre el Premi al lideratge AAPD Paul G. Hearne 2016, un premi per a líders emergents amb discapacitat que exemplifiquen el lideratge, la defensa i la dedicació a la comunitat més àmplia de discapacitats. Wong va ser seleccionada com a becaria de futurs discapacitats de la Fundació Ford el 2020.

## Obres
- Resistance and Hope: Essays by Disabled People (2018)
- Disability Visibility: First-Person Studies from the Twenty-First Century (2020)

### Articles online
- "Finding Dory, Disability Culture, and Collective Access". Projecte de visibilitat per a discapacitats. Consultat el 9 de març de 2019.

### Podcasts
- Podcast de visibilitat per a discapacitats.